# Cophixalus timidus
Cophixalus timidus är en groddjursart som beskrevs av Kraus och Allison 2006. Cophixalus timidus ingår i släktet Cophixalus och familjen Microhylidae. IUCN kategoriserar arten globalt som otillräckligt studerad. Inga underarter finns listade i Catalogue of Life.